# جيف دان
جيف دان (بالإنجليزية: Geoff Dunn)‏ هو طبال وموسيقي بريطاني، ولد في 26 فبراير 1961 في كلافام ‏ في المملكة المتحدة.

## وصلات خارجية
- جيف دان على موقع ميوزك برينز (الإنجليزية)
- جيف دان على موقع أول ميوزيك (الإنجليزية)
- جيف دان على موقع ديسكوغز (الإنجليزية)